# Thatcher Demko
Thatcher Douglas Demko (San Diego, 8 dicembre 1995) è un hockeista su ghiaccio statunitense.

## Carriera
La sua carriera è cominciata con gli Omaha Lancers (2011/12). Dal 2013/14 al 2015/16 ha militato nella squadra del Boston College in HE, prima di approdare in AHL con gli Utica Comets, in cui ha giocato dal 2016 al 2018.
Dalla stagione 2017/18 gioca in NHL con i Vancouver Canucks.